# Guayabal de Síquima
Guayabal de Síquima é um município da Colômbia, localizado na província Magdalena Centro, departamento de Cundinamarca.